# Burrén y Burrena
Burrén tiene una elevación de 413 metros sobre el nivel del mar mientras que Burrena se encuentra a 397 m s. n. m. Bajo los cerros se encuentran dos yacimientos arqueológicos de la Edad de Hierro pertenecientes a la cultura de los campos de urnas. Estos sitios han sido declarados Bien de Interés Cultural en el registro de patrimonio del Ministerio de cultura español.
Estos montes son cerros aislados  visibles en el paisaje plano del norte de la comarca del Campo de Borja.